# مانیک سکونی-بوتلا
مانیک سکونی-بوتلا (انگلیسی: Monic Cecconi-Botella؛ زادهٔ ۳۰ سپتامبر ۱۹۳۶) آهنگساز، مربی موسیقی، و استاد دانشگاه اهل فرانسه است.
وی همچنین برندهٔ جوایزی همچون جایزه بزرگ رم شده‌است.